# Chrysolina marginata
Chrysolina marginata är en skalbaggsart som först beskrevs av Carl von Linné 1758.  Chrysolina marginata ingår i släktet Chrysolina och familjen bladbaggar. Arten är reproducerande i Sverige. Utöver nominatformen finns också underarten C. m. marginata.

## Bildgalleri

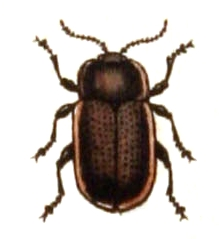